# Droga wojewódzka 838
Die Droga wojewódzka 838 (DW 838) ist eine 25 Kilometer lange Droga wojewódzka (Woiwodschaftsstraße) in der polnischen Woiwodschaft Lublin, die Biała Podlaska mit Krasnystaw verbindet. Die Strecke liegt im Powiat Łęczyński, im Powiat Chełmski, im Powiat Świdnicki und im Powiat Krasnostawski.

## Streckenverlauf
Woiwodschaft Lublin, Powiat Łęczyński
-  Głębokie (DK 82)
- Barki

Woiwodschaft Lublin, Powiat Chełmski
- Wola Korybutowa-Kolonia

Woiwodschaft Lublin, Powiat Świdnicki
-  Dorohucza (DK 12)
- Trawniki

Woiwodschaft Lublin, Powiat Krasnostawski
-  Fajsławice (DK 17)